# بینگو (بهتره با سال تماس بگیری)
بینگو (به انگلیسی: Bingo) هفتمین قسمت از فصل اول مجموعهٔ تلویزیونی بهتره با سال تماس بگیری - محصول شبکه ای‌ام‌سی است. این قسمت در تاریخ ۱۶ مارس ۲۰۱۵ از همین شبکه پخش شد.

## داستان
در اداره پلیس، جیمی و مایک مدعی می‌شوند که دفترچه را در پارکینگ پیدا کرده و آن را به کاراگاه عباسی پس می‌دهند. با اینکه کاراگاه عباسی مایک را تهدید می‌کند، اما همکاری وی کاراگاه سندرز به شکل خصوصی با مایک صحبت کرده و به وی اطمینان می‌دهد که چیزی برای ترسیدنش وجود ندارد. جیمی سپس به دیدار برادرش چاک می‌رود. چاک در حال تمرین برای مقابله با بیماری حساسیتش به الکتریسیته است. چاک تصمیم به بهبودی دارد و جیمی هم برای اینکه وی را تشویق کند، مقداری از پرونده‌های حقوقی را به خانه او آورده تا وی در جریان مسائل قرار گیرد. سپس جیمی به همراه کیم به دفتر اداره‌ای می‌روند که قرار است محل کار جیمی شود. جیمی از کیم می‌خواهد که نظر او کار کند اما کیم بخاطر وفاداری‌اش به شرکت «هملین و مک‌گیل» با این درخواست مخالفت می‌کند.
سپس کیم با خانواده کتلمن دیدار می‌کند و معامله‌ای با آن‌ها را مطرح می‌کند که در ازای دادن پول‌ها، مجازاتشان از ۳۰ سال زندان به ۱۶ ماه زندان تقلیل پیدا خواهد کرد. کیم تأکید می‌کند که این بهترین گزینه برای انهاست. اما در مقابل، بتسی کتلمن، تأکید می‌کند که شوهر بی‌گناه است و پولی وجود ندارد تا آن‌ها بخواهند آن را برگردانند. در ادامه نیز کیم را از وکالت خود اخراج می‌کنند و به سمت جیمی می‌روند تا وکالت آن‌ها را قبول کند. اما جیمی با آن‌ها مخالفت کرده و تأکید می‌کند که باید همان پیشنهاد کیم را بپذیرند. بتسی که با مخالفت جیمی روبه‌رو می‌شود وی را تهدید می‌کند که پولی را که وی قبل‌تر به عنوان مزدش گرفته نیز به عنوان رشوه محسوب شود و پای او نیز گیر خواهد بود. در ادامه و زمانی که جیمی در حال گرفتن پرونده‌های کتلمن از شرکت «مک‌گیل و هملین» بود، متوجه می‌شود که کیم بخاطر از دست دادن این پرونده رتبه شغلی خود را از دست داده.
جیمی کار با به مایک می‌سپارد و مایک نیز با اثرانگشت‌گیری خانه کتلمن، متوجه می‌شود که پول‌ها کجا هستند. بعد از یافتن پول در کابینت دستشویی، پول‌ها را به دفتر جیمی برده و مایک به او می‌گوید که حالا با هم بی‌حساب شده‌اند. روز بعد جیمی به دیدار خانواده کتلمن می‌رود و وقتی بتسی متوجه می‌شود که پول‌ها وجود ندارد، مجدداً جیمی را بخاطر دریافت رشوه تهدید می‌کند و جیمی نیز به وی می‌گوید که اگر این کار را بکند، در کنار شوهرش که تا الان محکوم شده، وی نیز محکوم خواهد شد و فرزندان آن‌ها هر دو والدینشان را از دست خواهند داد. کتلمن مجدداً به دفتر کیم در شرکت حقوقی «مک‌گیل و هملین» رفته و پیشنهاد کیم را قبول می‌کنند و جیمی هم به دفتر جدید کارش رفته و عصبانیت خود را تخلیه می‌کند!

## تهیه
کارگردانی بینگو را لریسا کوندراکی و نویسندگی ان را جنیفر هاتچیسون بر عهده داشتند.

## بازخورد
بینگو موفق شد بیش از ۲٫۶۷ میلیون بیننده آمریکایی داشته باشد.
بازخوردها در کل نسبت به این قسمت مثبت بود. وب‌سایت راتن تومیتوز بر اساس ۲۱ نقد، امتیاز ۷٫۵ از ۱۰ را به بینگو داد. آی‌جی‌ان نیز امتیاز ۸٫۸ از ۱۰ را برای این قسمت در نظر گرفت. روزنامه دیلی تلگراف را ۴ستاره از ۵ ستاره را به بینگو داد.

## پیوندها
- بینگو در وب‌سایت شبکه ای‌ام‌سی
- بینگو در بانک اطلاعات اینترنتی فیلم‌ها